# Минас Тирит
Минас Тирит – Столица на Гондорската държава след изоставянето на Осгилиат. В превод от елфически името на града означава Кула на стражата. Старото име на крепостта е Минас Анор или Кула на залязващото слънце. Името му бива променено след като другият голям град на Гондор – Минас Итил (Кула на изгряващата луна) пада под властта на Саурон и става крепост на Назгулите. Той бива прекръстен на Минас Моргул (Кула на магията)а Минас анор приема името Минас Тирит (Кула на стражата) в знак на това, че винаги ще се възправя срещу злото на Мордор.
Минас Тирит се намира в началото на Белите планини в полите на връх Миндолуин. Крепостта има седем каменни стени, разделящи защитената част на седем охраняеми пръстена, като всеки пръстен се намирал по-високо на върха от предходния. Портите на тези стени са били разположени диаметрално на стените с цел затрудняване на достъпа до всяко следващо ниво на евентуален нападател. В седмия най-висок кръг е бил разположен кралският дворец и бялата кула на Анорион, където от височина стотици метри се разкривала гледка към околните равнини. Полето около Минас Тирит е носело името Пеленор и е било оградено от външна каменна стена дълга десетки километри, която представлявала първата защитна линия на града.
В Минас Тирит се води една от най-важните битки за спасяването на Средната замя.